# Paradise Lost (Symphony X)
Paradise Lost è il settimo album, pubblicato il 26 giugno 2007, del gruppo power/prog statunitense Symphony X.

## Il disco
Il disco pur non essendo un vero e proprio concept album è ispirato al Paradiso perduto di John Milton.
La pubblicazione del disco ha subito vari ritardi dalla data del suo annuncio ufficiale, il 16 novembre 2005, anche a causa del riscontro della malattia di Crohn da parte del bassista Michael Lepond, poi rimessosi completamente.

## Tracce
1. Oculus Ex Inferni – 2:34
2. Set the World on Fire (The Lie of Lies) – 5:55
3. Domination – 6:29
4. Serpent's Kiss – 5:03
5. Paradise Lost – 6:32
6. Eve of Seduction – 5:04
7. The Walls of Babylon – 8:16
8. Seven – 7:01
9. The Sacrifice – 4:49
10. Revelation (Divus Pennae Ex Tragoedia) – 9:17

## Formazione
- Russell Allen - voce
- Michael Romeo - chitarra
- Michael Lepond - basso
- Michael Pinnella - tastiera
- Jason Rullo - batteria